# Приндл (гора)
Гора Приндл — гранітна гора на височині Юкон-Танана, розташована приблизно за 72 км на північний-північний схід від Фербанкса, Аляска. Плутони, які утворюють ядро масиву Маунт-Пріндл, належать до пізнього крейдяного або раннього третинного віку. Ці плутони вкорінилися в древніші (від докембрію до палеозою) метаморфічні породи. Гора Приндл демонструє класичні льодовикові форми рельєфу, на відміну від більшості навколишніх височин Юкон-Танана. Він знаходиться в гірничодобувному  районі Серкл, і в багатьох навколишніх струмках видобувалося або ведеться видобуток розсипного золота. На території також розвідані олово та рідкісноземельні метали. Шахтні дороги та туристичні стежки забезпечують доступ до гори. 270 метрова гранітна стіна на східному відрогу масиву є принадою для скелелазів.
Гора названа на честь Луїса Маркуса Приндла (1865–1956), геолога Геологічної служби США, який працював у районах Фербенкс, Серкл і Фортімайл на Алясці з 1902 по 1911 рік.